# Kverkfjallaleið
Kverkfjallaleið, ufficialmente fjallvegir 902 (F902) (in italiano "strada di montagna 902"), è una strada dell'Islanda che collega il Kverkfjöll con la Hvannalindavegur, permettendo quindi di raggiungere sia la Hringvegur che l'Askja.

## Galleria d'immagini

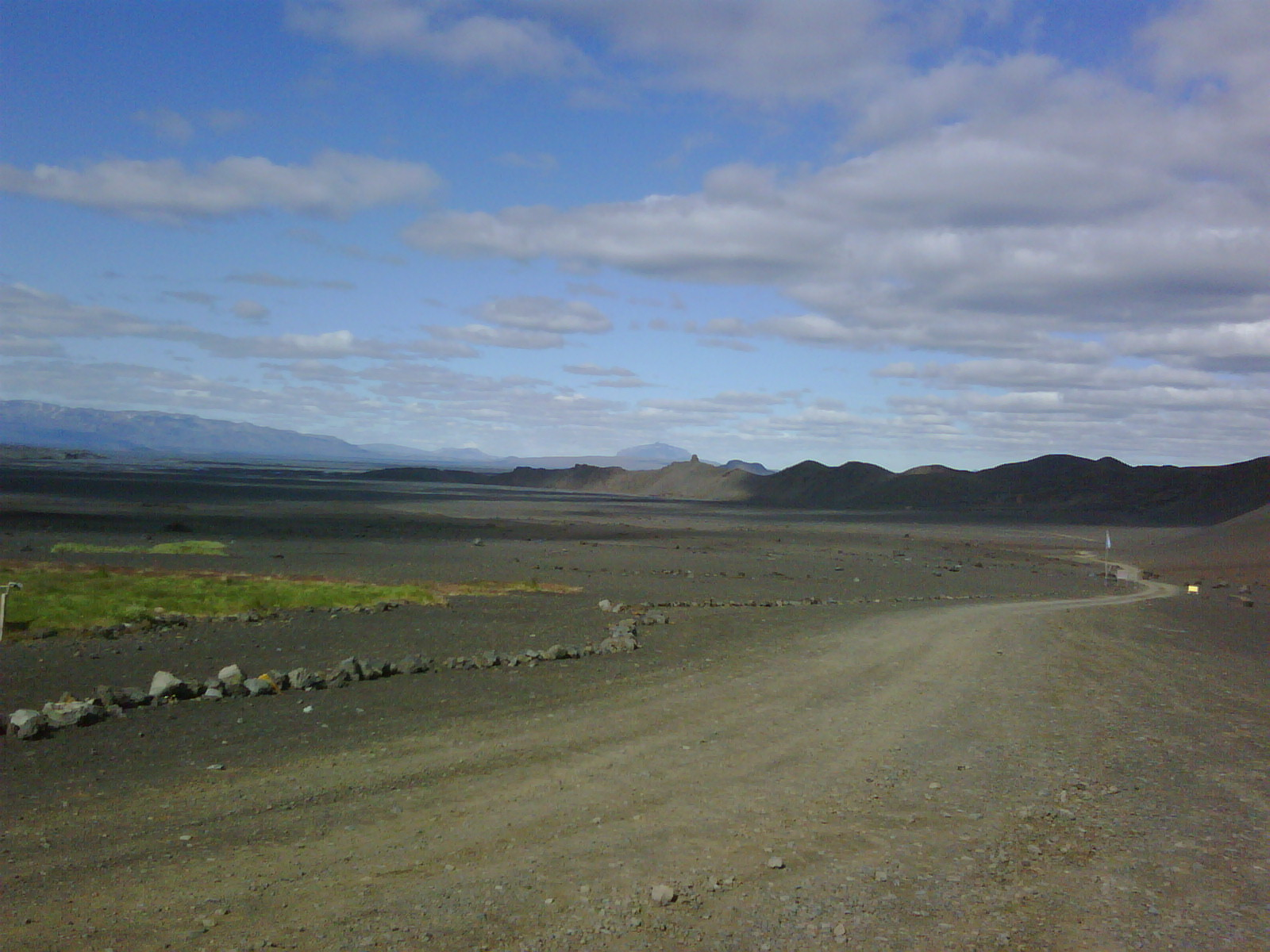
Inizio della F902 nei pressi del Sigurðarskáli
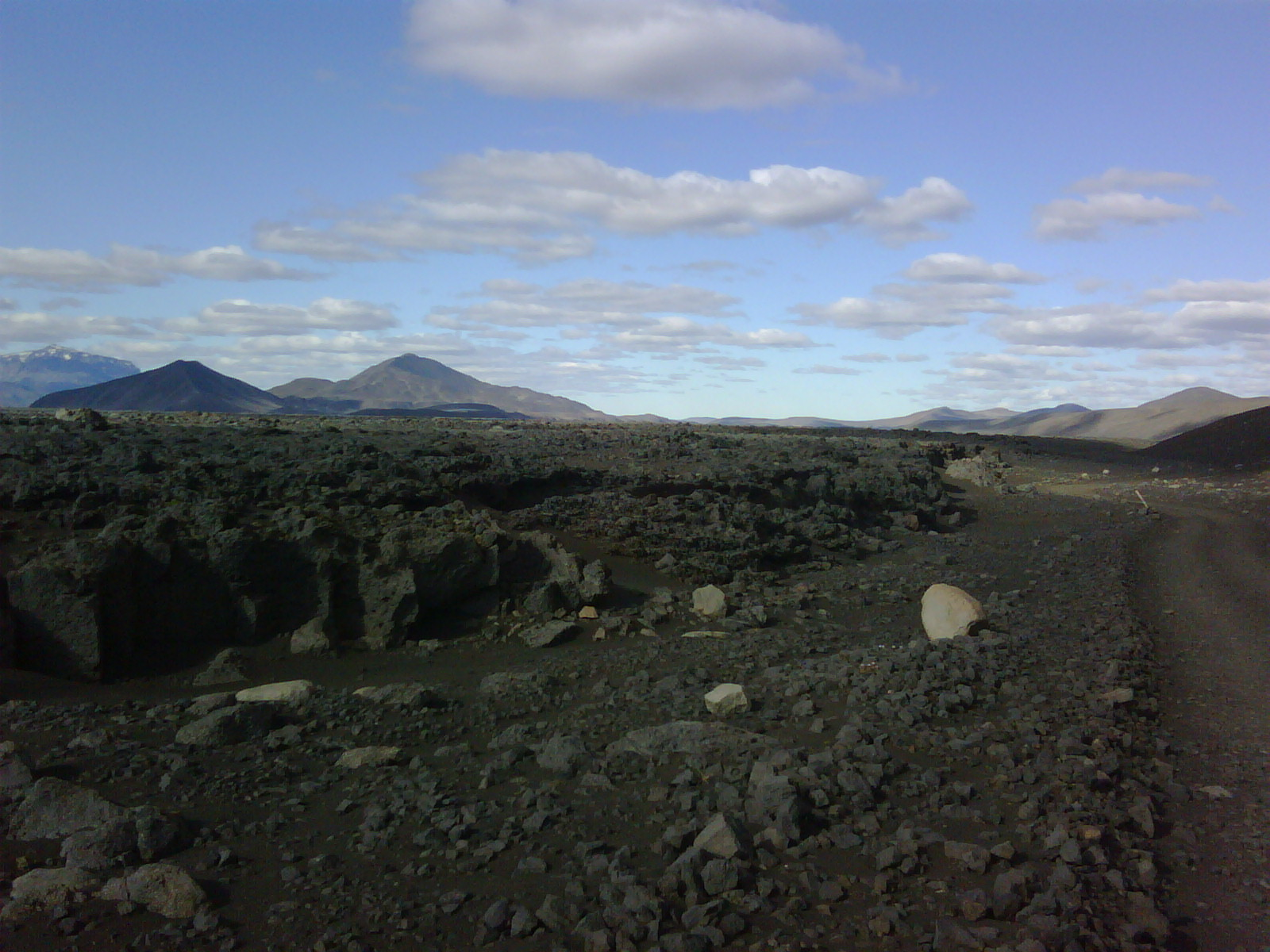
Pista F902
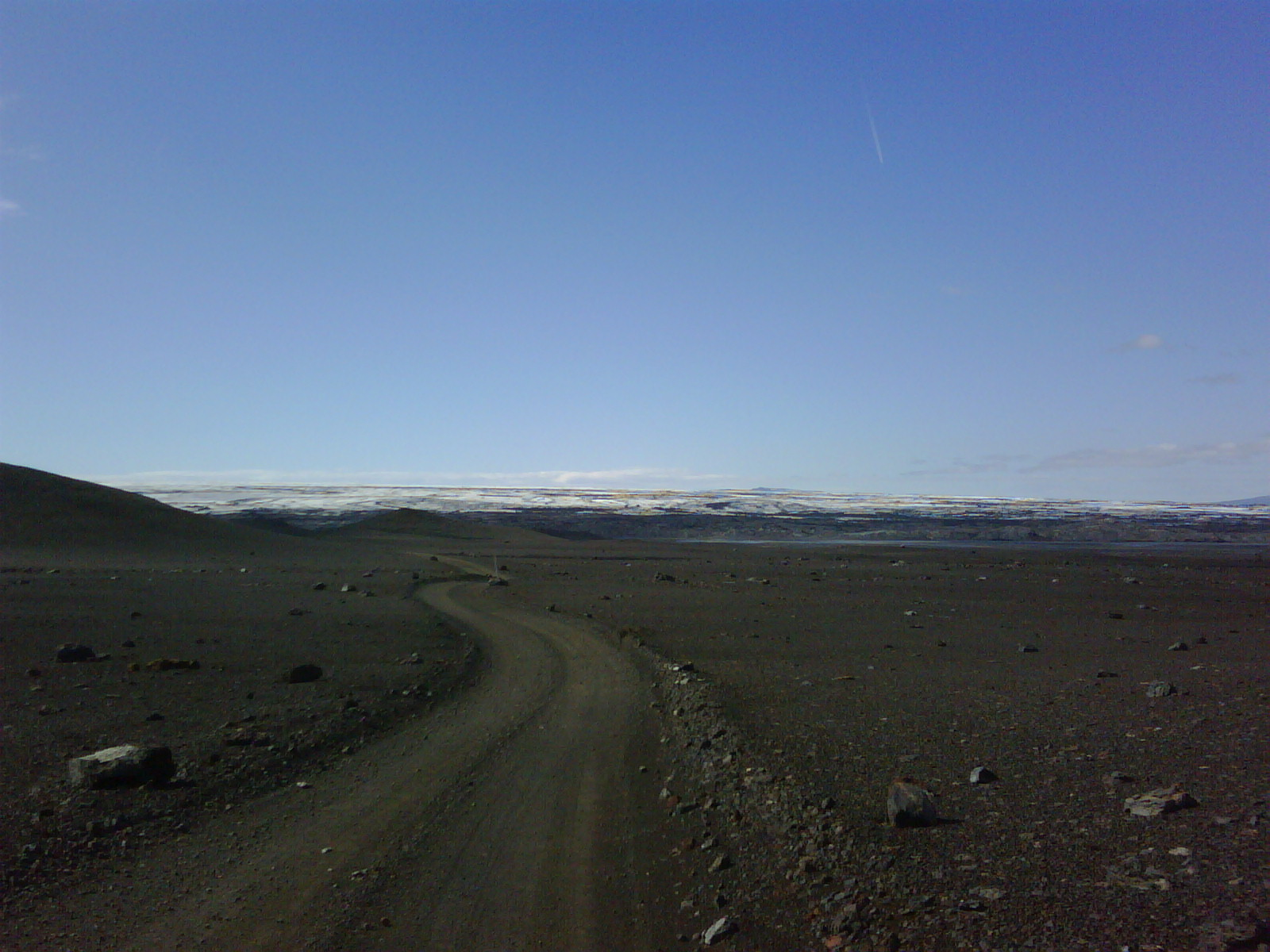
Kverkfjallaleið
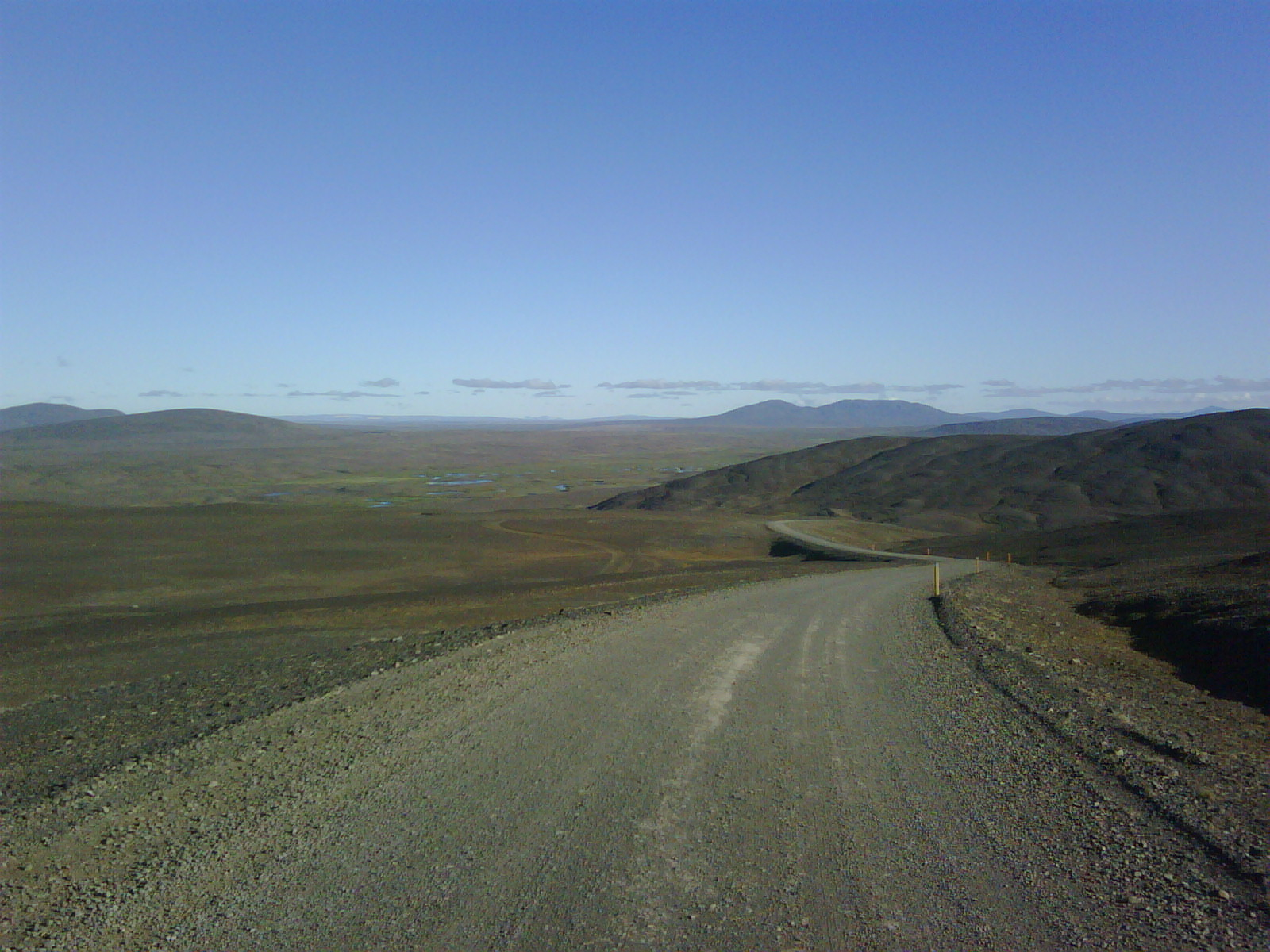
F902